# Umailassulazda
Umailassulazda (en rus: Умайласулазда) és un poble del Daguestan, a Rússia, que en el cens del 2010 tenia 14 habitants. Pertany al districte rural de Gunib.